# Будинок Сурукчі
Будинок Сурукчі (також Садиба професора Сурукчі) — будинок, пам'ятка архітектури місцевого значення у Харкові, колишня садиба, що належала харківському лікарю-оториноларингологу Степану Сурукчі, якого називають засновником харківської школи та української оториноларингології. Розташований в центрі Харкова на вулиці Садовій, у Київському районі міста. Авторство будинку не встановлене, але вважається, що його побудував архітектор Віктор Величко.
Будинок відомий тим, що в ньому його власник — лікар Степан Сурукчі вилікував російського оперного співака Федора Шаляпіна, чим врятував його голос. У 2004 році на честь співака та творчих вечорів, у яких він брав участь в цьому будинку, встановлено меморіальну дошку. Також це один з небагатьох будинків у стилі неоренесансу в Харкові. На честь власника будинок й отримав народну назву під час акцій протестів громадськості проти можливого його знесення, які тривали у 2013—2014 роках. На цей час будинок перебуває занепаді та в аварійному стані. Він має стати частиною елітного житлового комплексу та вже почалася його реставрація компанією «Житлобуд-2».

## Історія
До 90-х років XIX століття ділянка, яку займає будинок, була незабудованою і була частиною території, що виходила на вулицю Пушкінську. У другій половині почалося спорудження одноповерхового будинку для спадкового почесного громадянина Харкова Миколи Івановича Ващенка. Архітектор будинку достеменно невідомий, але за стильовими ознаками вважається, що ця будівля авторства архітектора Віктора Величка. Також існують версії, що цей будинок побудував Юлій Цауне чи Олексій Бекетов. Станом на 1901 рік будинок, що тоді розташовувався за адресою вулиця Садова, 5, належав Миколі Ващенку.
Близько 1903 року будинок у Миколи Ващенка придбав лікар-отоларинголог Степан Гаврилович Сурукчі.
Сам Степан Сурукчі (1862—1932) після здобуття медичної освіти у Харківському університеті за безпосередньої допомоги професора Івана Оболенського стажувався в Німеччині, де оволодів різними методиками лікування у галузі оториноларингології, яка тоді виокремлювалася в окремий напрям медицини, та привіз унікальні на той момент інструменти. Він проводив безкоштовні лекції для лікарів та студентів, приймав хворих з патологіями ЛОР-хвороб в клініці при медичному факультеті університету, а також двічі на тиждень безкоштовно приймав хворих у клініці Червоного Хреста. Пізніше, вже після приходу до влади більшовиків, у 1921 році він захистив докторську дисертацію, і наступного року став професором. Того ж, 1922 року, завдяки його зусиллям в Харківському медичному інституті почали викладання отоларингології як окрему дисципліну, а також була створена окрема кафедра, яку він очолив.

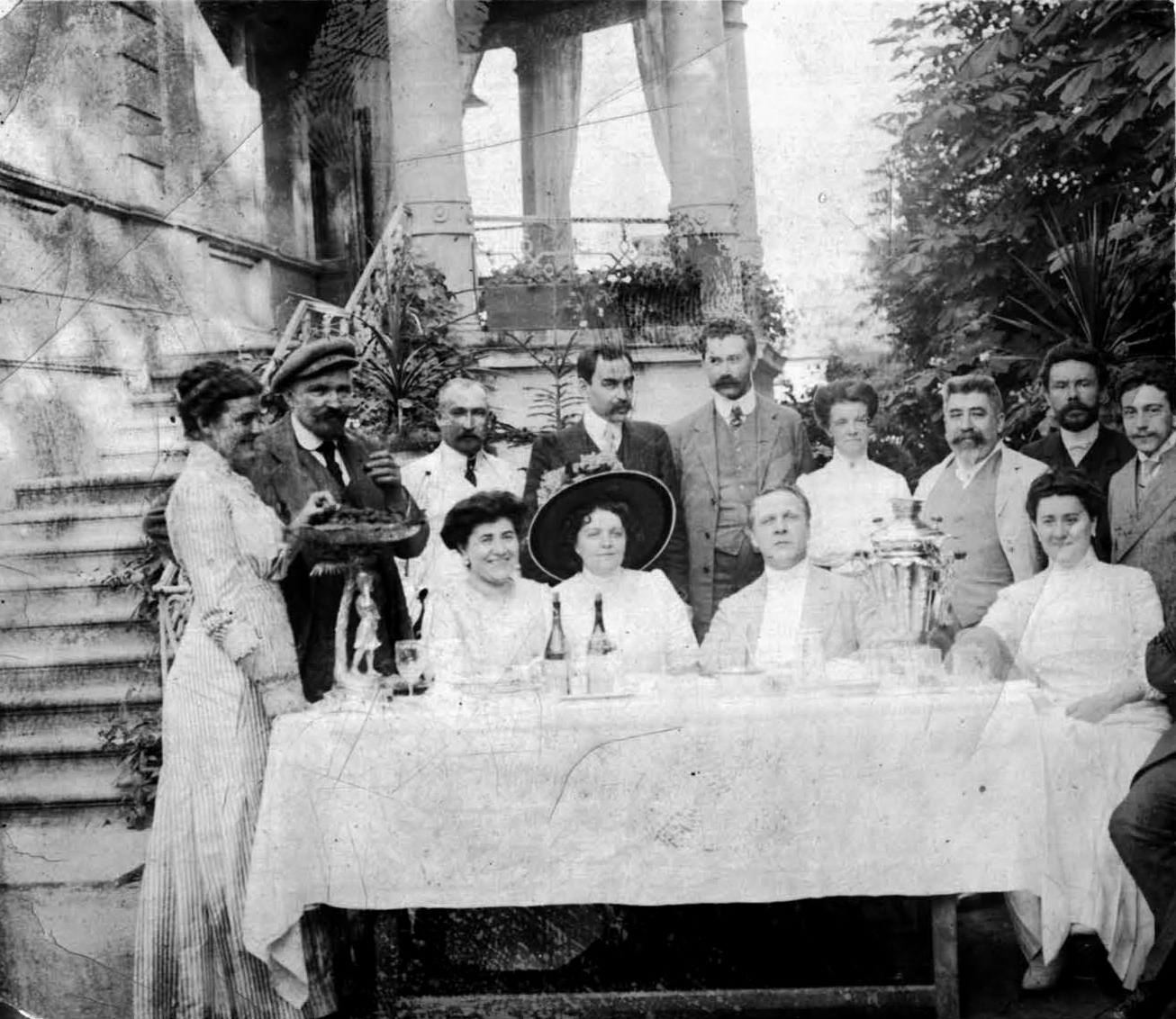
Федір Шаляпін в колі сім'ї та друзів Степана Сурукчі на подвір'ї його будинку (1910)

У 1905 році Федір Шаляпін, який протягом двох років мав проблеми з голосовими зв'язками та безуспішно лікувався від дисфонії у російських та європейських лікарів, що могла призвести до втрати голосу у співака, за порадою друзів звернувся до харківського лікаря Степана Сурукчі, про якого вже тоді ходили чутки, що він може вилікувати від невиліковних хвороб. Лікар Сурукчі, який того ж 1905 року склав іспити на доктора медицини, зміг вилікувати втомлений голос Шаляпіна, після чого вони стали друзями і багато років спілкувались. Під час кожного приїзду Федора Шаляпіна до Харкова він завжди навідувався до свого друга Степана Сурукчі та під час творчих вечорів виконував для самого лікаря та його друзів партії з арій та народні пісні.
Степан Сурукчі був шанувальником мистецтва і в його будинку з 1903 року проходили мистецькі зустрічі харківської інтелігенції з діячами мистецтв. Цей будинок був одним інтелектуальних осередків Харкова, душею якого була дружина Степана Гавриловича — Тетяна Іванівна. У дворі його дому співав не лише Федір Шаляпін, а й виконував романси Олександр Вертинський, бували митці, які формували культурне обличчя Харкова тих часів. Тут також збиралися колеги та учні Степана Сурукчі для обговорення актуальних проблем оториноларингології..
Після захоплення Харкова більшовиками і створення більшовицької України Степан Сурукчі передав будинок новій владі і його було націоналізовано.
У радянські часи у будинку розташувався дитячий садок з яслами № 167, пізніше бухгалтерія відділу освіти Київського району м. Харкова. За цей час фасад ніколи не ремонтували, багато років взагалі не проводився капітальний ремонт. З 2020 року почато реконструкцію будинку з заміною автентичних елементів. Зникла скульптура ангела, що тримає розколоту вазу.

## Архітектура
Будинок являє собою одноповерхову будівлю у класичних формах, яка вирізняється витонченістю форм. Стиль будинку ідентифікують як неоренесанс, модерн або північний модерн..
Сходи з вулиці ведуть до входу, який влаштований на двоколонному портику тосканського ордеру з фронтоном. Також над входом до будинку влаштовано високий декоративний купол з люкарнами. У дворі будинку знаходиться відкрита тераса у вигляді пів ротонди з мармуровими сходами. У дворі у часи Степана Сурукчі був сад з трьома мармуровими фонтанами, які лишились лише у спогадах харків'ян.
В середині будівлі також були мармурові сходи. А на даху будинку розташований маленький ангел, який тримає розколоту вазу, яку архітектор такою задумував від початку, що має символізувати професію лікаря.
На думку краєзнавця Михайла Красикова будинку немає ціни в архітектурному та естетичному плані, а на думку активістки із захисту культурної спадщини Харкова Олени Рофе-Бекетової цей будинок є архітектурною перлиною міста. Також це єдиний будинок у Харкові, де бував Федір Шаляпін і який зберігся до цього часу.

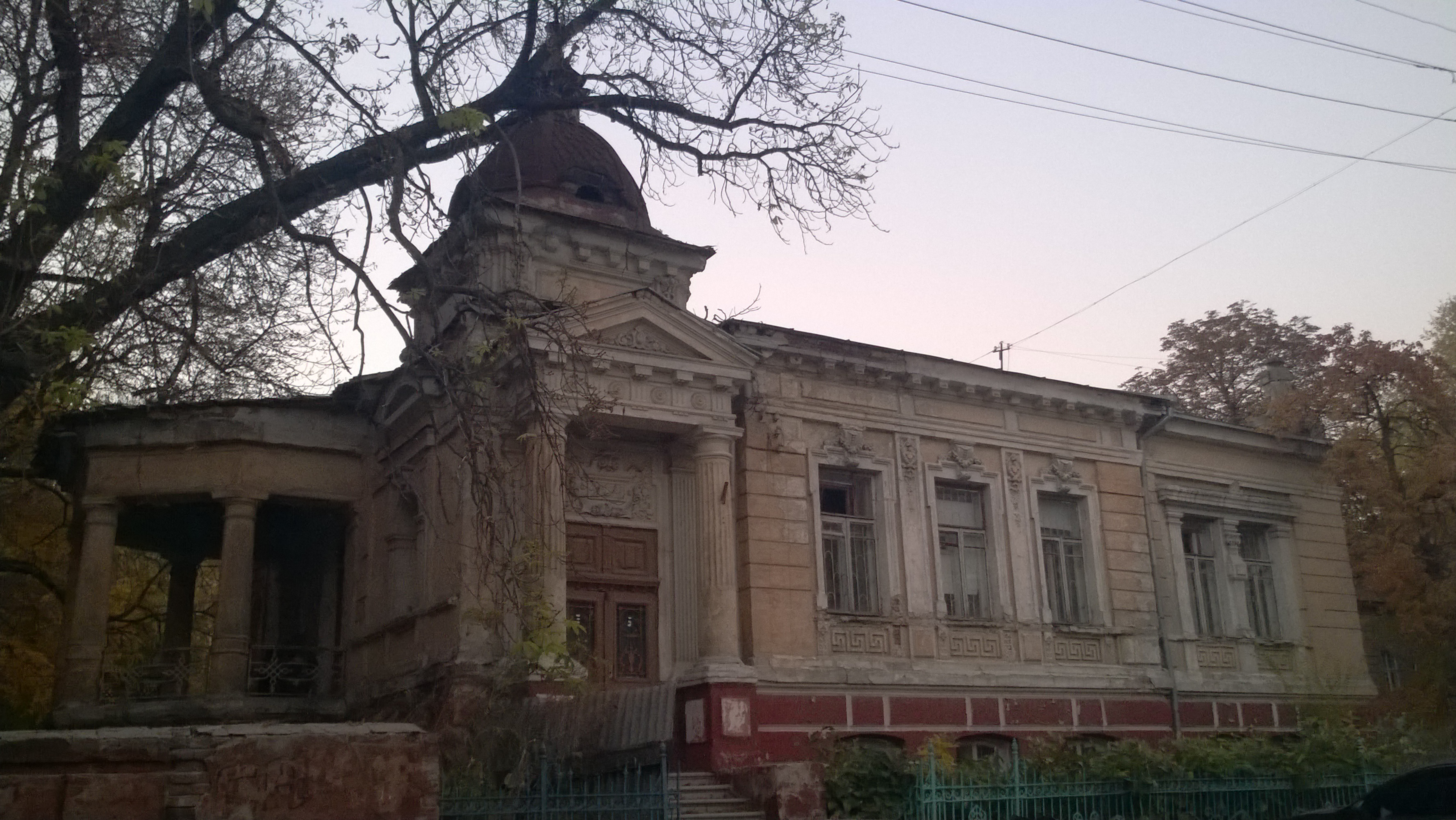
Вид на будинок (2014)
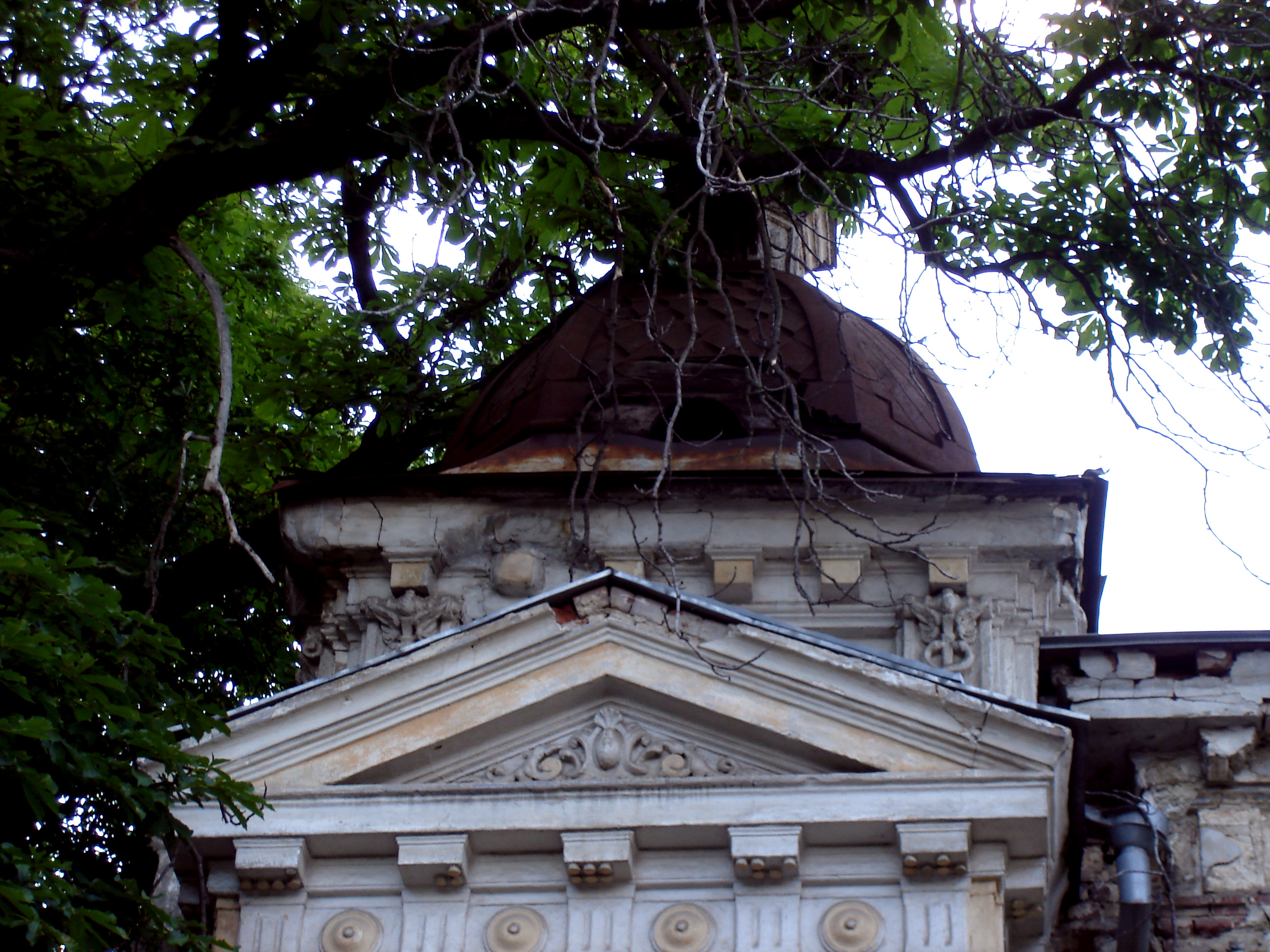
Купол над будинком (2012)
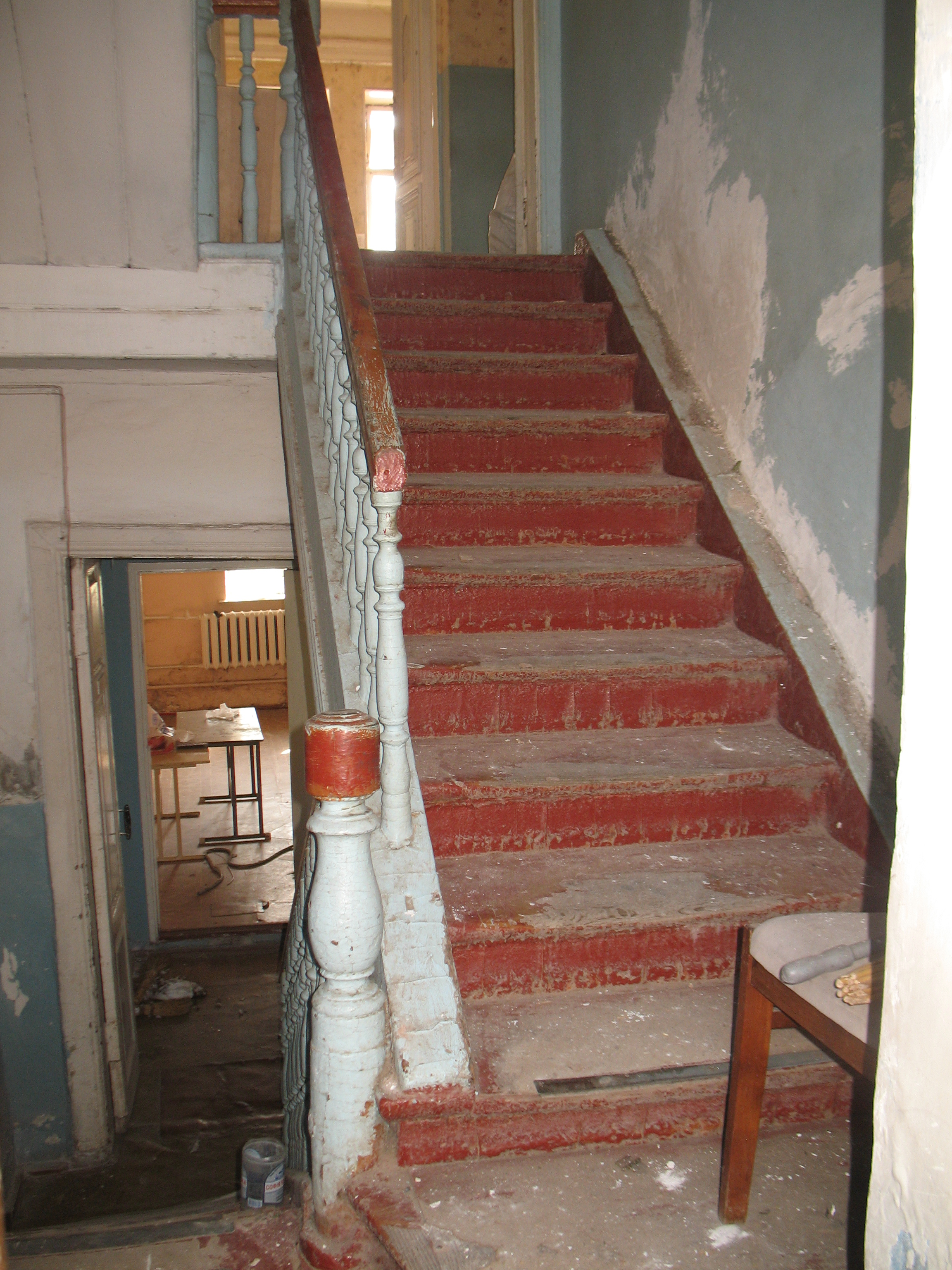
Сходи в середині будинку (2012)
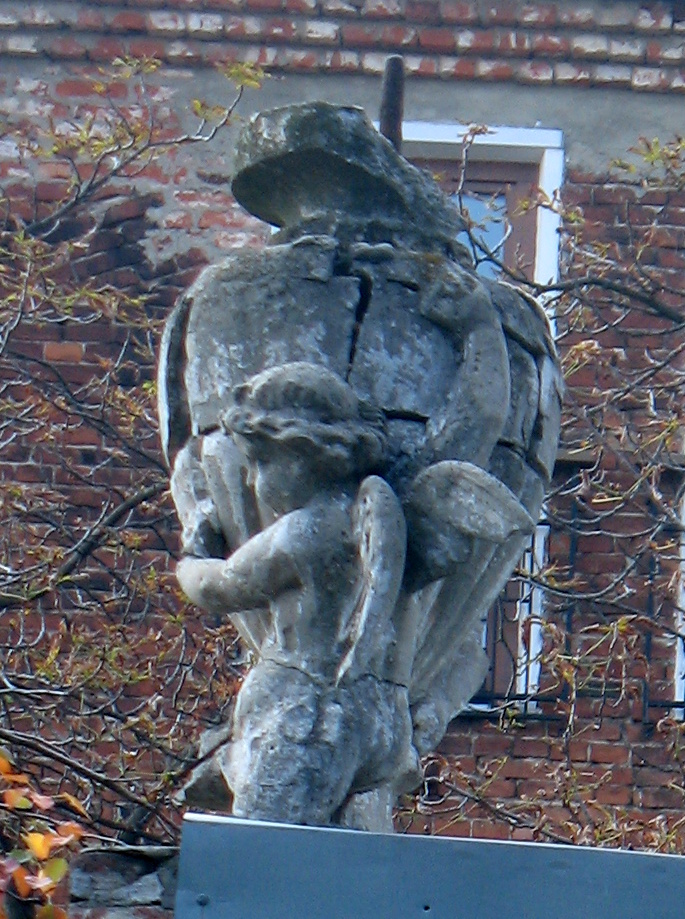
Ангел тримає розколоту вазу на даху (2012)

## Сучасний стан

### Занепад
У 1980 році будинок рішенням виконавчого комітету Харківської обласної ради було віднесено до пам'яток архітектури місцевого значення як «Особняк» за адресою вулиця Садова, 7..
У 2000-х роках будинок перестали експлуатувати, що, на думку харківських активістів, означало використання схеми «тихого вмирання» будівлі — доведення покинутого будинку до такого стану аварійності, коли його неможливо врятувати, і він або руйнується від часу, або його зносять. Сам же будинок після того як став пусткою почав достатньо швидко занепадати
Були спроби з боку харківської громадськості створити в садибі «Шаляпінський музей», але вони завершились без якогось результату. Була навіть ідея створити на базі будинку музейний комплекс Шаляпінського музею, музею фотографії Володимира Оглобліна та музеєм приватної колекції Іллі Лучковського. Найактивніше просував та відстоював ідею створення музею Шаляпіна чи музею музичної культури харківський краєзнавець Валерій Берлін.
21 серпня 2004 року за ініціативою та зусиллями Валерія Берліна на будинку Сурукчі було встановлено меморіальну дошку на честь Федора Шаляпіна у пам'ять про творчі зустрічі, які відбувалися в цьому будинку.

### Боротьба за збереження будинку

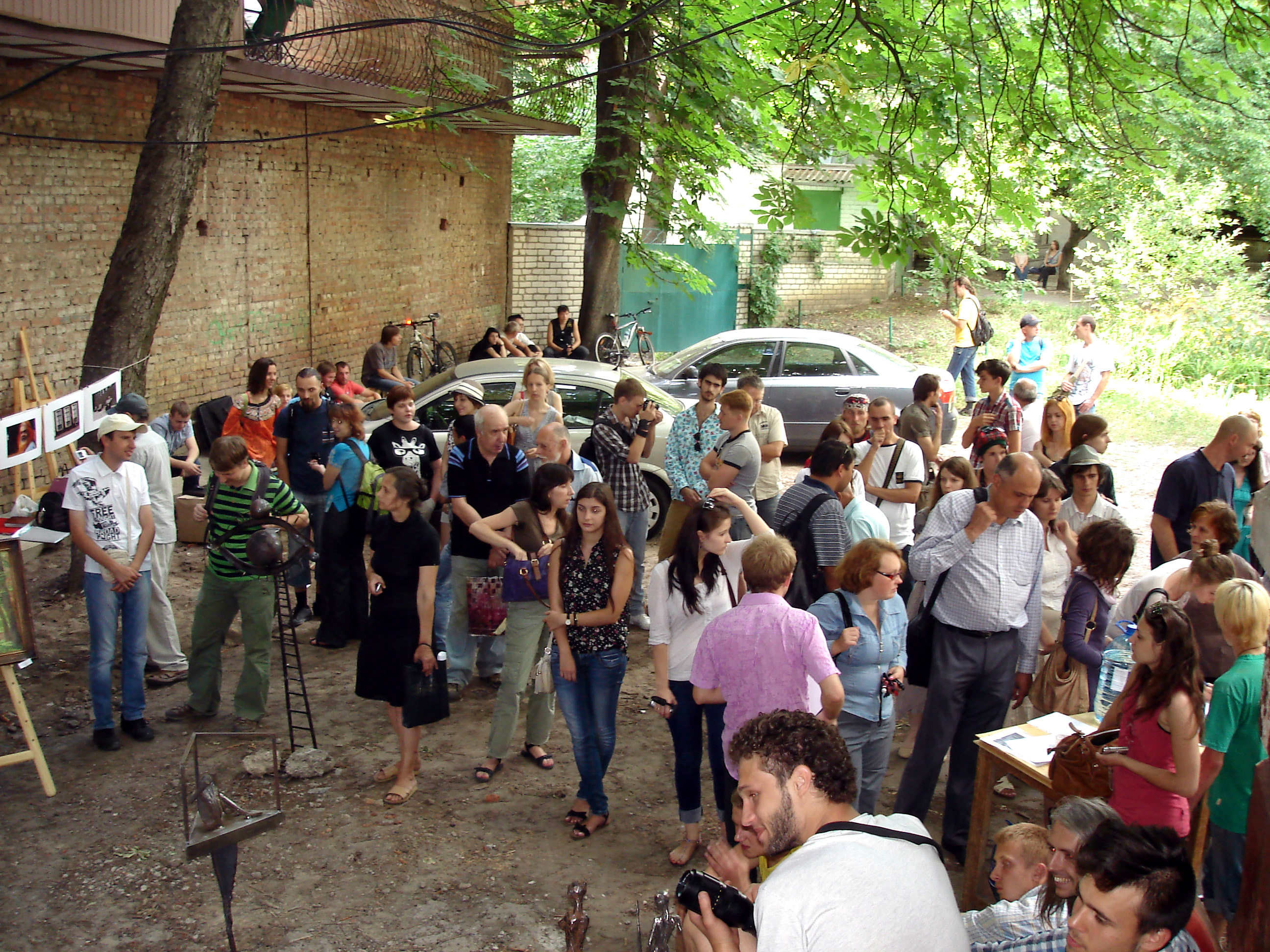
Акція естетичного спротиву (21 червня 2013)

Навесні 2013 року з'явилась інформація, що міська влада вирішила знести садибу професора Сурукчі. Разом із цим, будинок із землею під ним міська влада продала фірмі «Тредстоун», засновником якої є інша фірма, що належить, за інформацією ЗМІ, близьким до харківського міського голови Геннадія Кернеса людям, зокрема, його колишньому партнеру по бізнесу. Крім того, у цей же час біля будинку з'явилася охорона, а мешканців будинків, які знаходяться у дворі садиби, почали примусово відселяти. Спроби вийти на контакт з власниками будівлі були безрезультатними. Також у цей час зникла частина меморіальної дошки на честь Федора Шаляпіна — зник барельєф із зображенням співака.

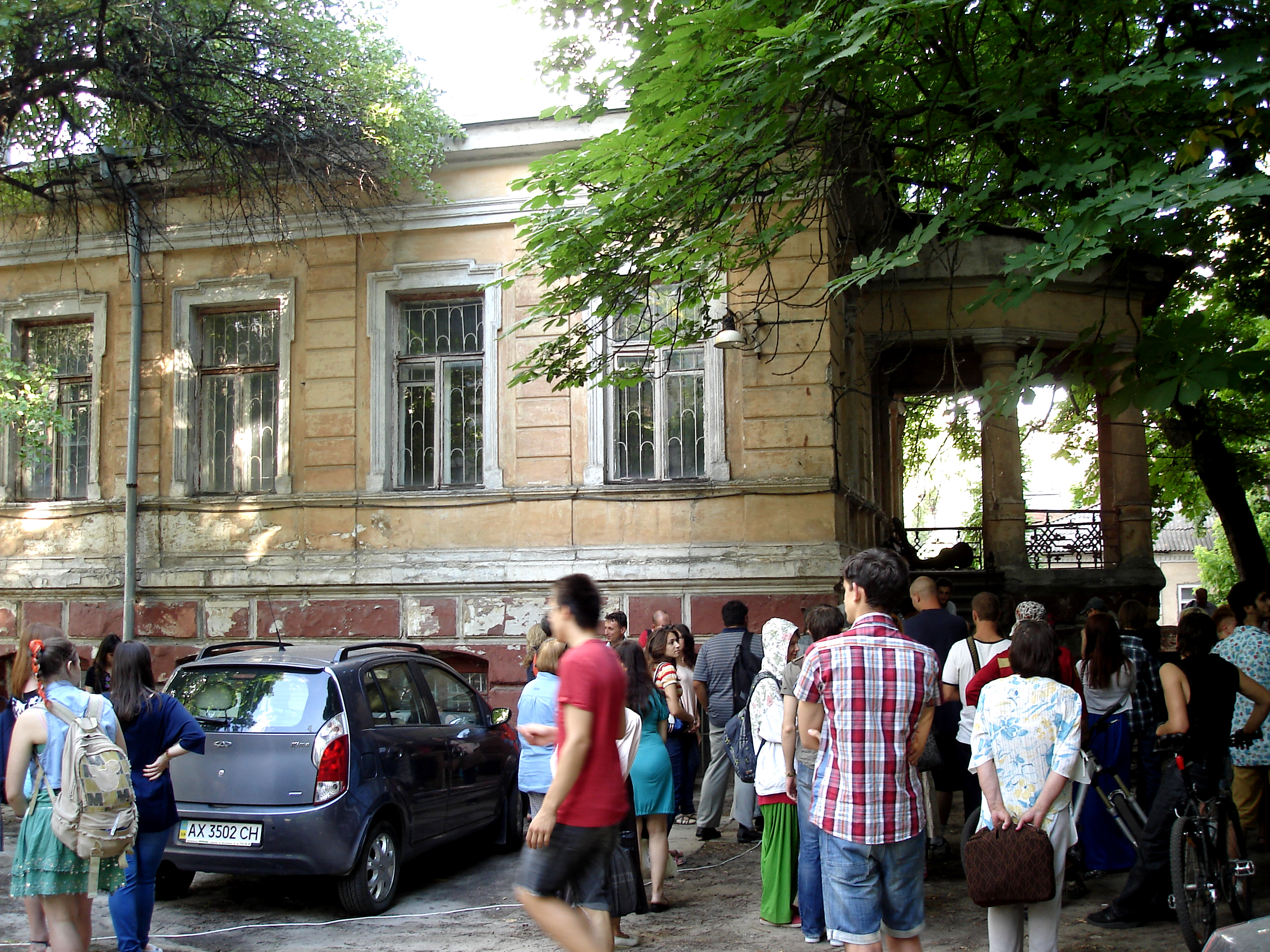
Акція на захист будинку Сурукчі на подвір'ї будинку (21 червня 2013)

Ця новина сколихнула харків'ян і для порятунку будинку об'єдналися громадські активісти (серед них — краєзнавці Михайло Красиков, Валерій Берлін, активістка Ірина Гончарова, журналіст Євген Маслов) та студенти Харкова, лідером серед яких був Андрій Кононенко. Силами цього об'єднання чотири п'ятниці поспіль з 21 червня по 12 липня 2013 року біля будинку проводились творчі вечори в рамках акції естетичного спротиву «Шаляпін Forever». Під час літературно-мистецьких акцій виступали музиканти та поети, зокрема, гурти «Убаністан», «Крамниця думок», «DITEM», «Коридор», заслужений артист України Едуард Безродний, співаки Ганна Чайковська, Ігор Сахно, Сергій Замицький, Олексій Дугінов, барди Юлія Сабаранська, Володимир Фоменко, учасники гурту «Acoustic Qartet» Єфим Чупахін та Дмитро Бондарев, скрипалька Валерія Мутіна та інші. Підтримував акцію й Гамлет Зиньковський. Також відбувалися театральні імпровізації акторів з театрів «Vinora», «Театру Уродів» та студентів Харківського національного університету мистецтв імені Івана Котляревського. Під час цих акцій проходили виставки фотографій харківських двориків, кованих металевих скульптур Олега Бацури, а також відбувався збір підписів під зверненням до міської влади щодо збереження будинку на виділення коштів на його реставрацію та запропонували створити на базі будинку Музей музичної культури та Молодіжний творчий центр з лабораторіями для режисерів, акторів, музикантів і художників. Загалом звернення підписали понад 500 осіб. Вже після другої мистецької акції біля будинку, під час сесії Харківської міської ради, міський голова Геннадій Кернес заявив, що вже складено план заходів з реабілітації будівлі, та пообіцяв, що її власник поверне садибі первозданний вигляд, проте не уточнив коли це може статися.
У 2014 році акції на захист будівлі тривали. Так, у травні — червні у Харківському художньому музеї проходила виставка та творчі вечори «Портрет одного будинку», яку організував етнографічний музей «Слобожанські скарби» імені Г. Хоткевича НТУ «ХПІ» та Михайло Красиков. На неї було подано близько 300 робіт учасників від 5 до 70 років, серед яких 170 дитячих та 80 студентських робіт у різних художніх техніках, на яких зображена садиба Сурукчі. А в липні 2014 року відбувся творчий вечір на подвір'ї будинку Сурукчі.

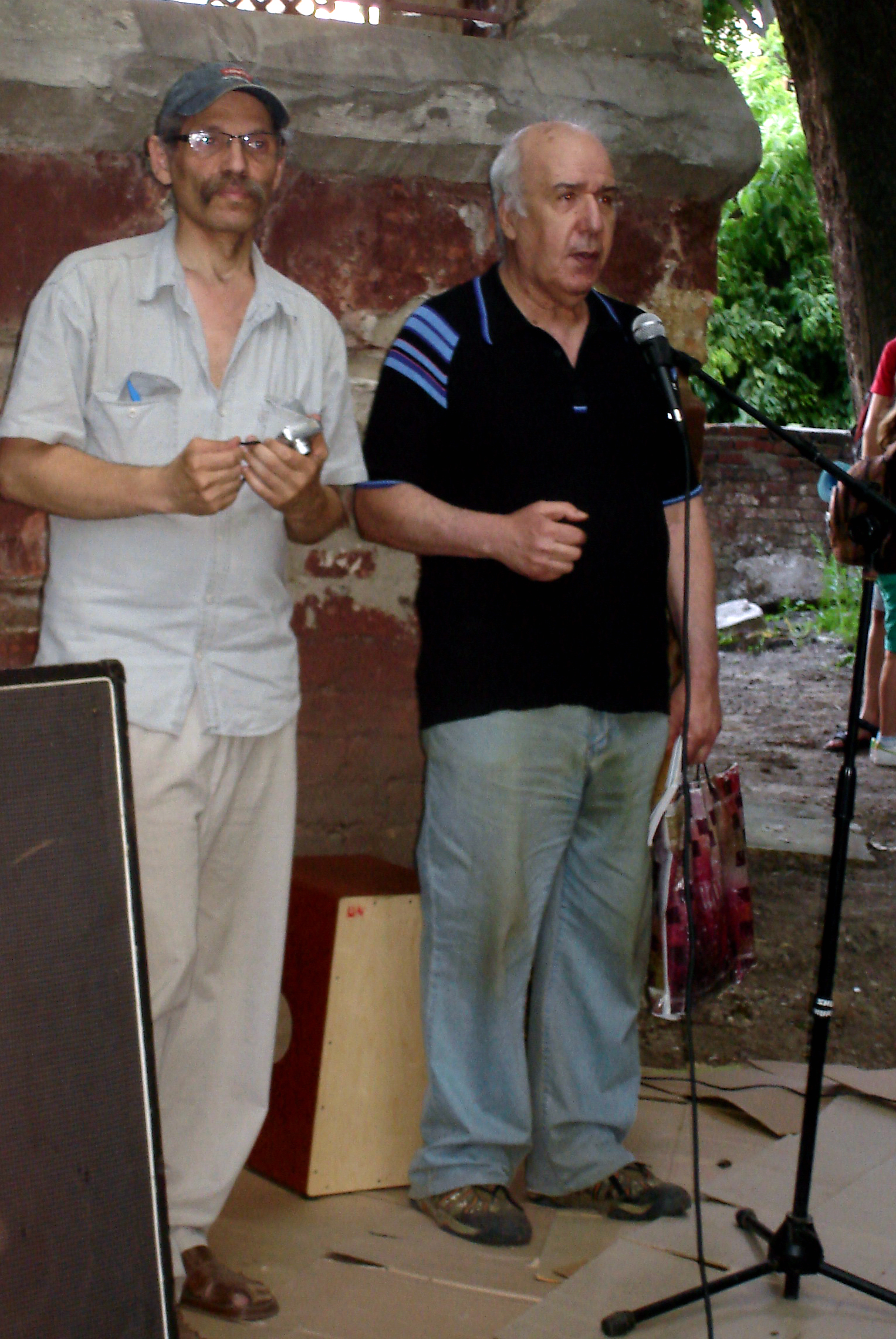
Михайло Красиков та Валерій Берлін на акції на захист будинку Сурукчі (21 червня 2013)
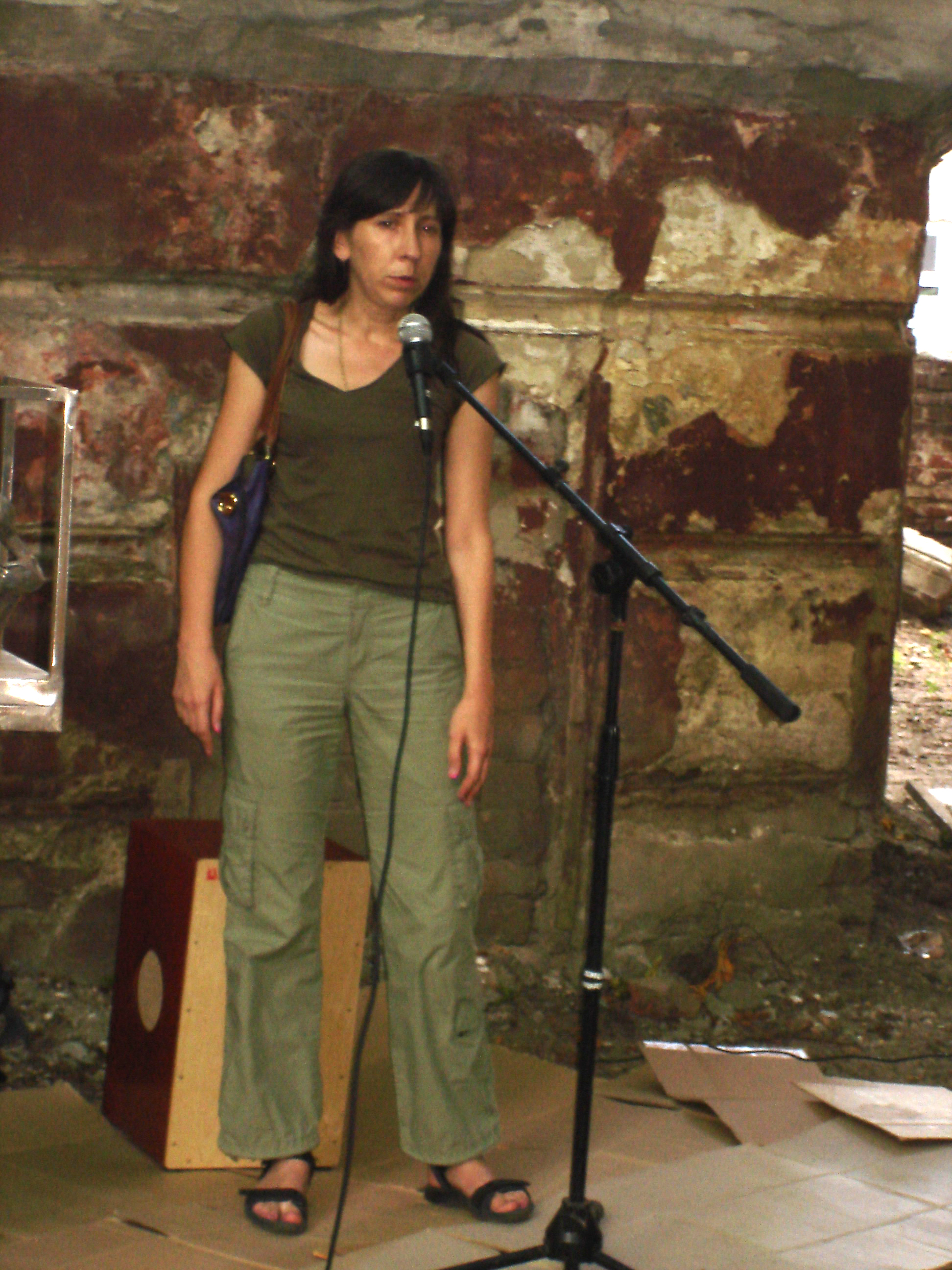
Ірина Гончарова на акції на захист будинку Сурукчі (21 червня 2013)
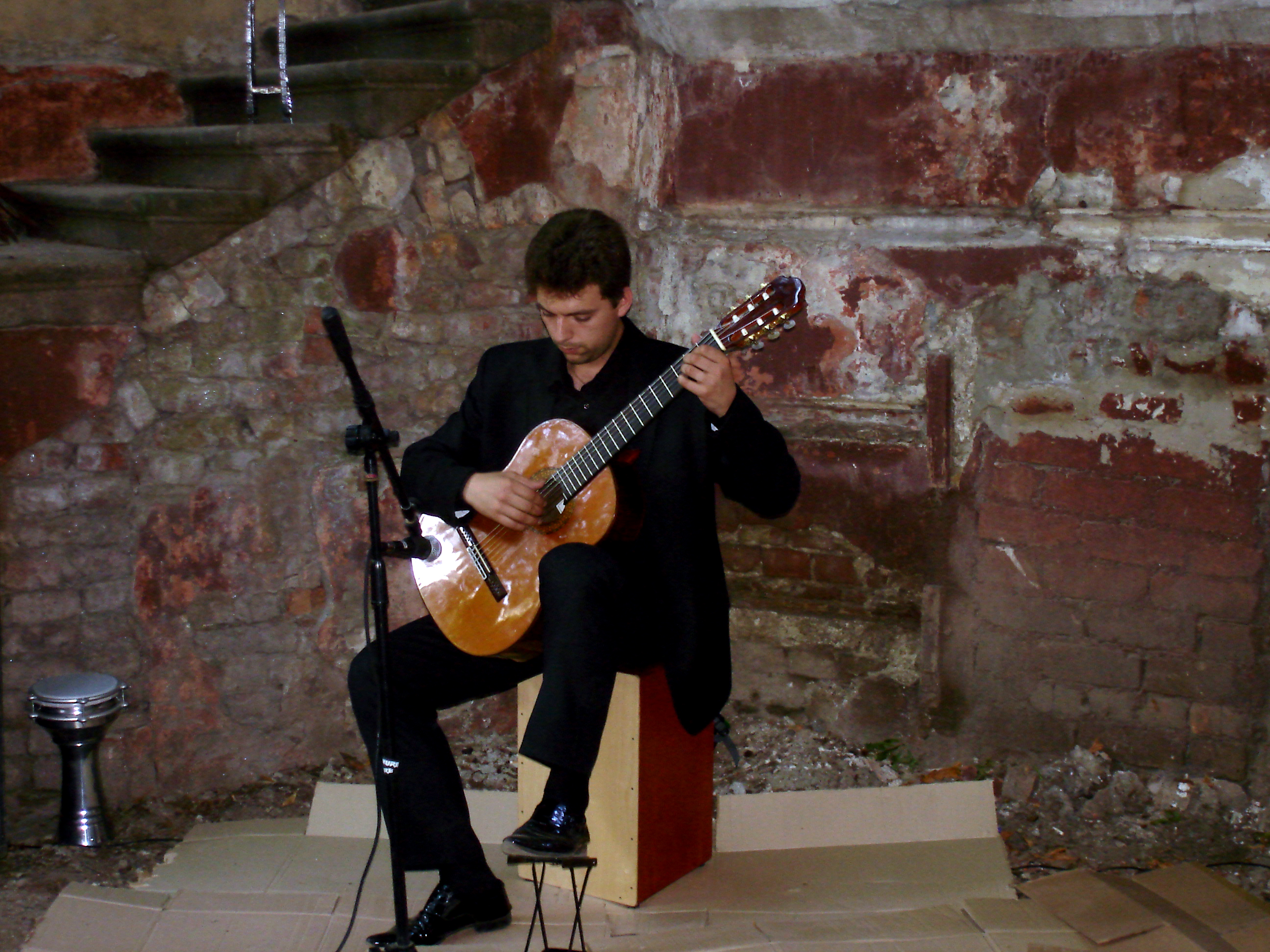
Музична частина (21 червня 2013)
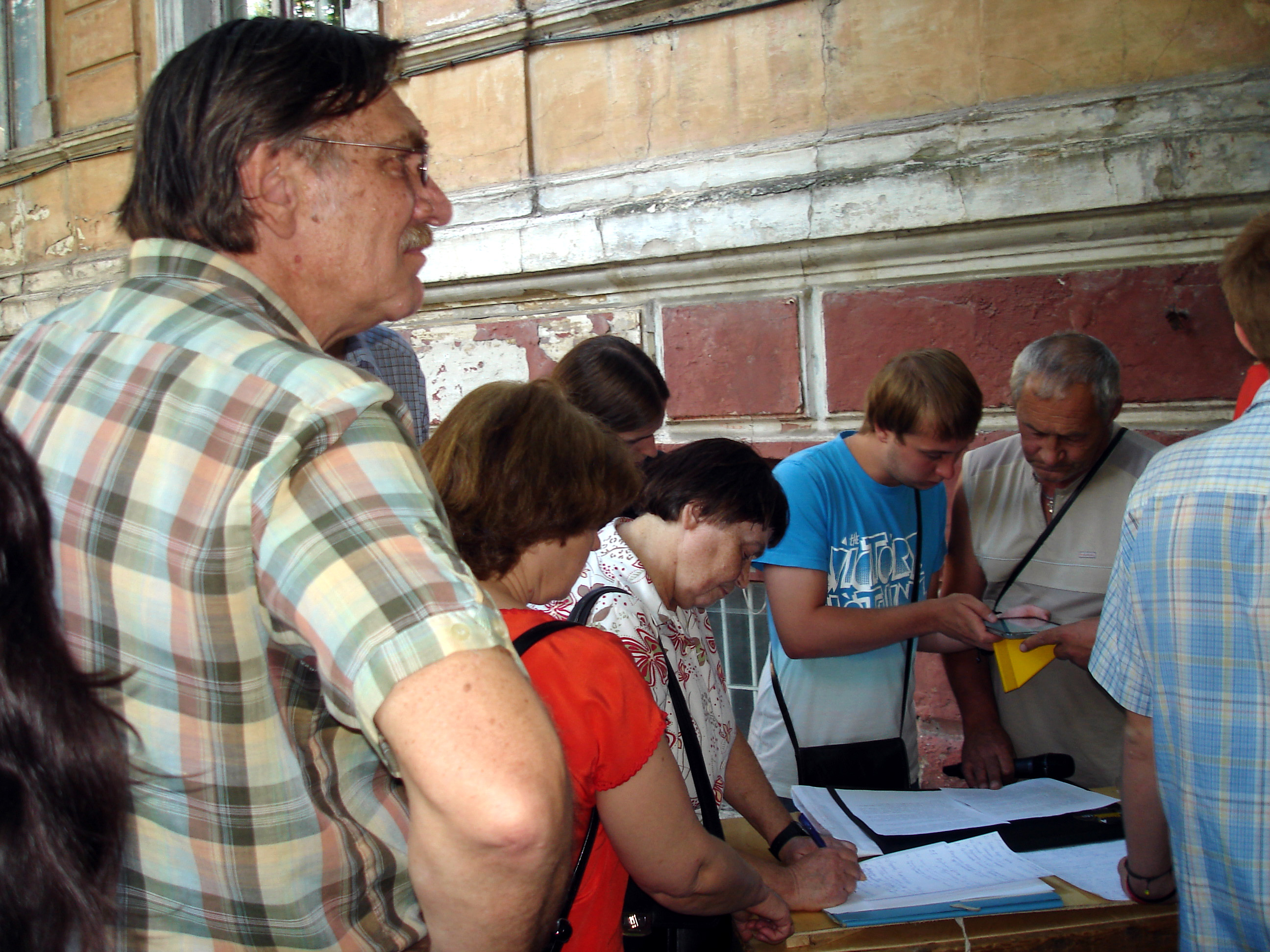
Збір підписів на захист будинку (21 червня 2013)

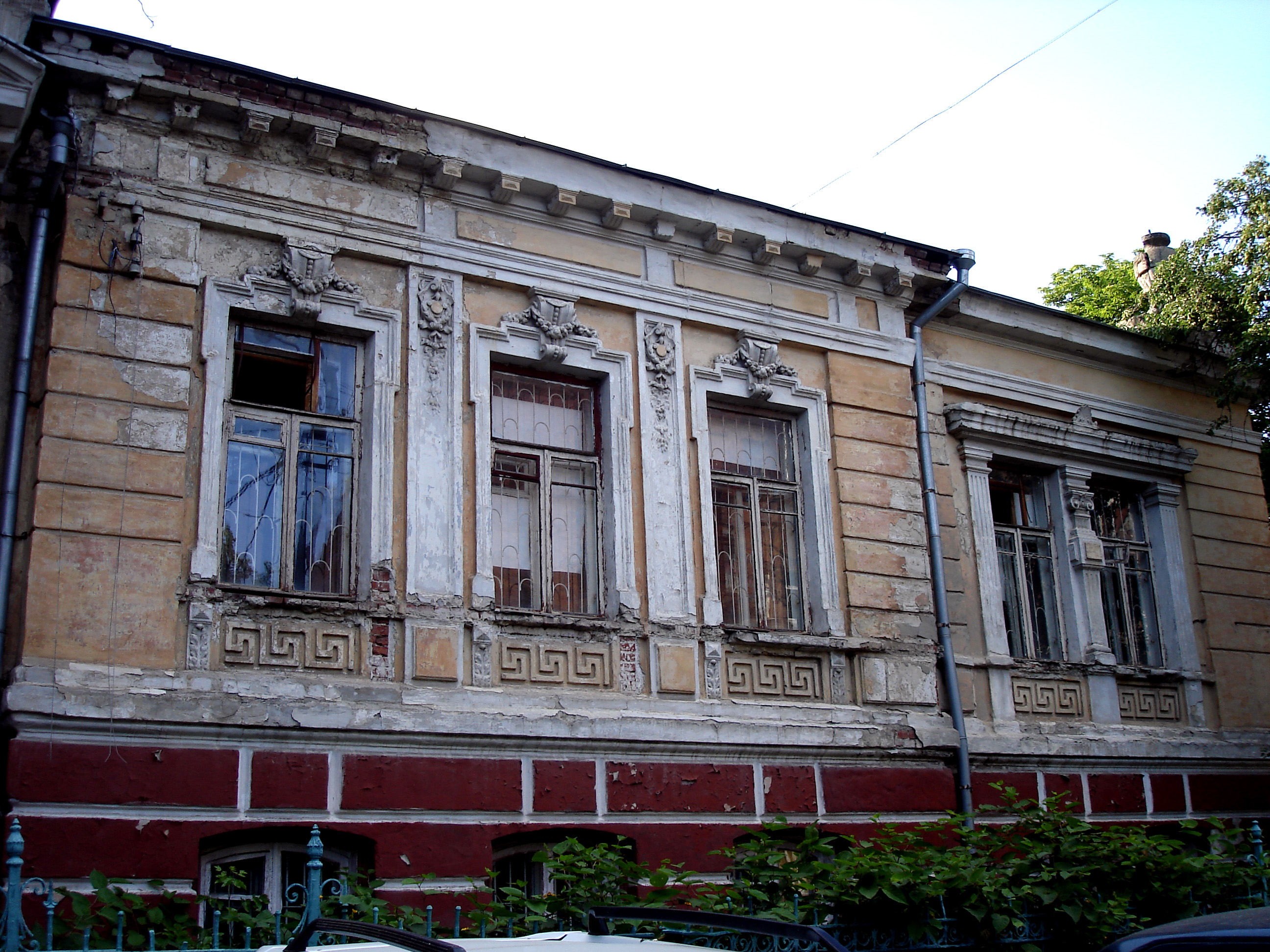
Будинок Сурукчі (2013)

Після цієї серії акцій будинок залишили, але жодних ремонтних чи реставраційних робіт так і не було проведено — він перебуває у запустінні та піддається руйнації.. У 2019 році його стан оцінювався аварійним та непридатним для експлуатації за низкою показників. Вікна у будинку розбиті, заставлені картонками. Сходи та тераса будинку у напівзруйнованому стані. Будинок обписаний графіті, у паркані велика дірка, через яку можна потрапити у його двір, де валяється купа свіжих окурків та сміття, хоча територія і знаходиться під охороною. На думку харківських архітекторів та активістів, без реставрації він може зруйнуватись протягом кількох років. За словами активістів, Департамент архітектури та містобудування Харківської облдержадміністрації саботує роботу із занесення пам'яток архітектури до державного реєстру нерухомих пам'яток України, оскільки ця і багато інших будівель знаходяться у ще радянських паперових реєстрах і за останні десять років до нього внесено лише з десяток харківських пам'яток. За їх інформацією, положення охоронного договору 2013 року не виконувались, а протягом 2016—2018 років власник будівлі не отримував жодних приписів щодо виконання охоронного договору від Департаменту архітектури та містобудування Харківської ОДА..
Будинок Сурукчі входить до ТОП-5 закинутих будинків Харкова з понад столітньою історією за версією інтернет-порталу «MyKharkiv.Info» та ТОП-будівель Харкова з унікальною історією, які перетворюються на руїни за версією інтернет-видання «Depo.Харків».

### Реконструкція

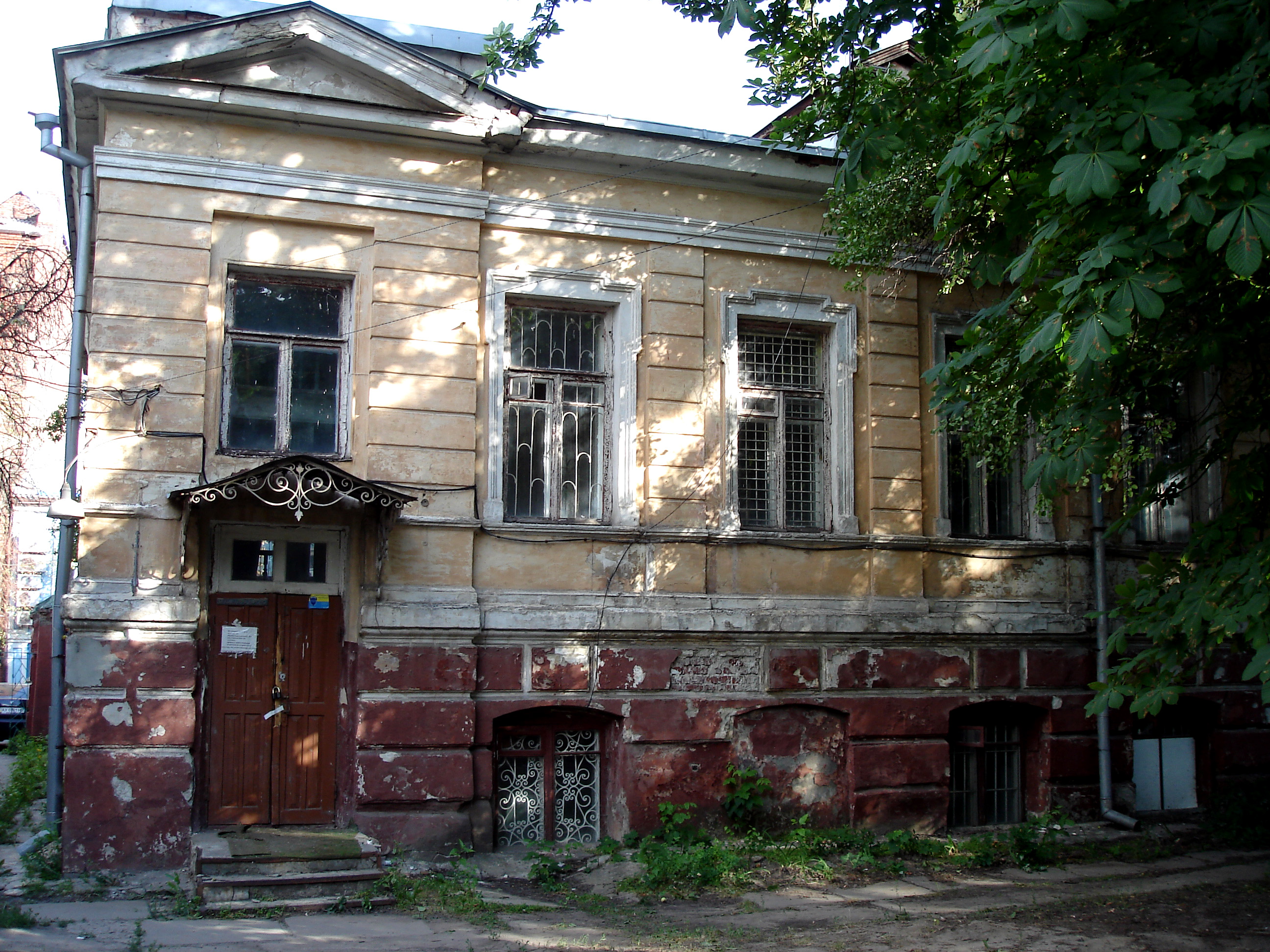
Будинок Сурукчі з двору (2013)

У червні 2018 року ТОВ «Домир» придбала у фірми «Тредстоун», яка так і не відреставрувала будівлю попри заяву Геннадія Кернеса, земельні ділянки за адресами вулиця Садова, 7 та Садова, 9. Серед засновників фірми «Домир», яка була створена лише в квітні 2018 року, була компанія «Житлобуд-2», яка є одним з найбільших забудовників у Харкові. Після цього до Геннадія Кернеса під час онлайн-конференції звернулась харківська громадська діячка Олена Рофе-Бекетова з проханням звернути увагу на збереження будинку Сурукчі, на що той відповів, що всі історичні пам'ятки у місті будуть збережені. За словами тогочасного керівника Департаменту архітектури та містобудування Харківської ОДА Михайла Рабиновича, навесні 2019 року має розпочатися реставрація будівлі, яку проводитиме «нормальна будівельна організація». Проте представники громадськості мали побоювання, що після того, як ділянка, на якій розташований будинок, опинилася у власності компанії-забудовника, сама будівля опинилася під загрозою знесення.
Влітку 2019 року сусідня із будинком земельна ділянка (вул. Садова, 9) була передана під будівництво багатоповерхового житлового комплексу, який має бути зведений до літа 2021 року. При цьому у Харківській міській раді запевнили, що для будинку Сурукчі встановленні охоронні межі. В середині жовтня в компанії «Житлобуд-2» заявили, що будинок Сурукчі буде відреставрований цією компанією, після чого в будинку почалися підготовчі роботи. За словами робітників, на цьому етапі планується прибрати сміття, а після цього під час відновлювальних робіт планується залишити в первинному вигляді, відновити шпиль та ротонду. Водночас, краєзнавець та представник ініціативної групи «SaveKharkiv» Михайло Красиков звернув увагу, що в проєкті реставрації відсутня огорожа садиби, яка є частиною комплексу пам'ятки. Пізніше, у квітні 2020 року, стало відомо, що в цей час мають початися роботи зі зведення дев'ятиповерхового житлового комплексу із дворівневим підземним паркінгом, автономним опаленням та сонячними батареями. При цьому будинок Сурукчі увійшов до складу цього елітного житлового комплексу, проте у компанії «Житлобуд-2», яка реставрує будівлю за власний кошт, ще не визначились із функціональним призначенням будівлі після її відновлення, проте запевнили, що вона не стане житлом.

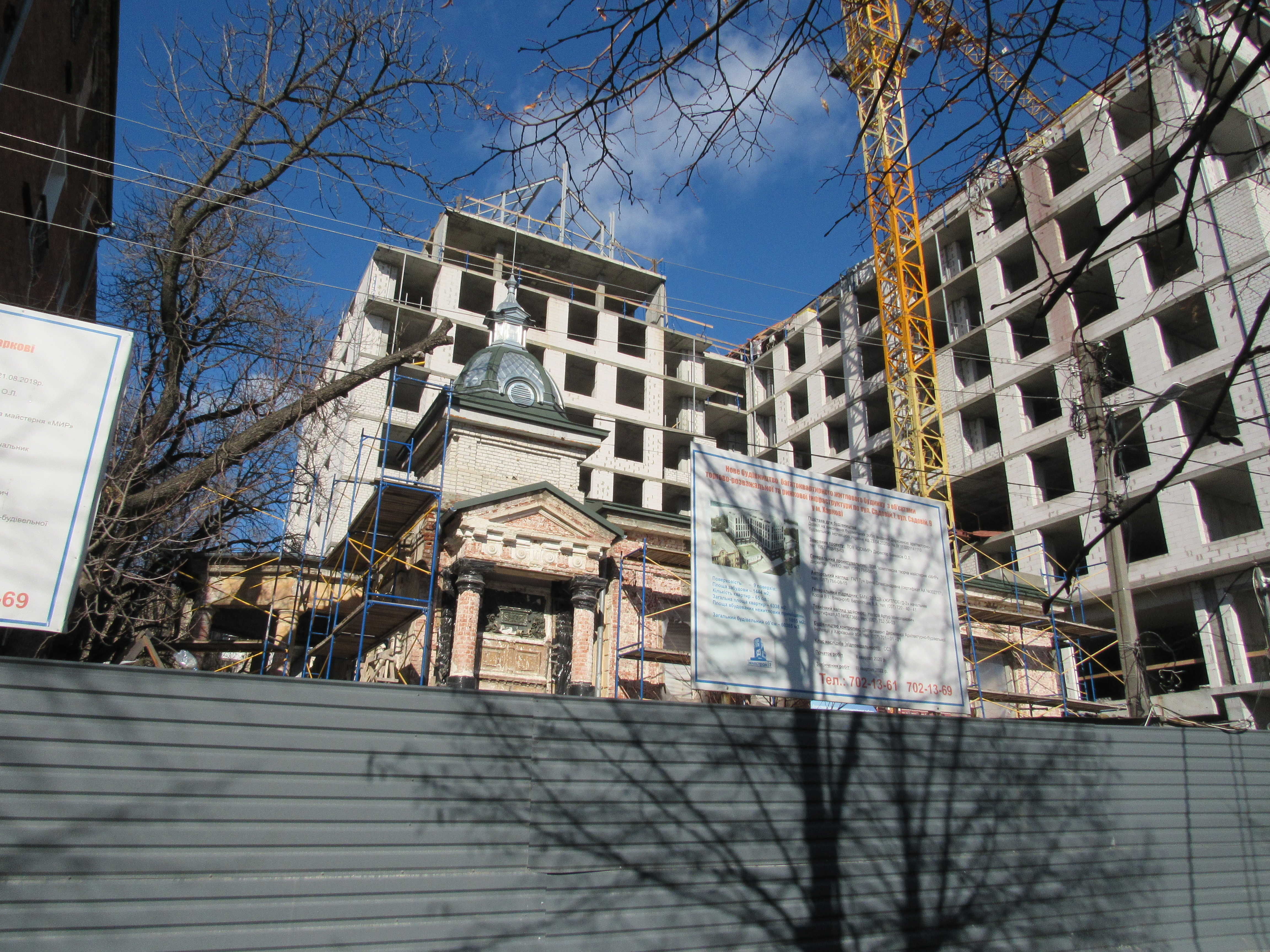
Будинок Сурукчі під час реставрації (2022)

## У культурі
- Садиба стала головним об'єктом для робіт виставки «Портрет одного будинку», яка проходила у Харківському художньому музеї у червні 2014 року[38]
- Садиба та її аварійний стан була висвітлена у документальному фільмі про знищення пам'яток в Україні «Зберегти не можна зруйнувати» (режисер Павло Сіроменко, сценарій Тетяни Омельченко), прем'єра якого відбулася у лютому 2018 року[56].

## Галерея

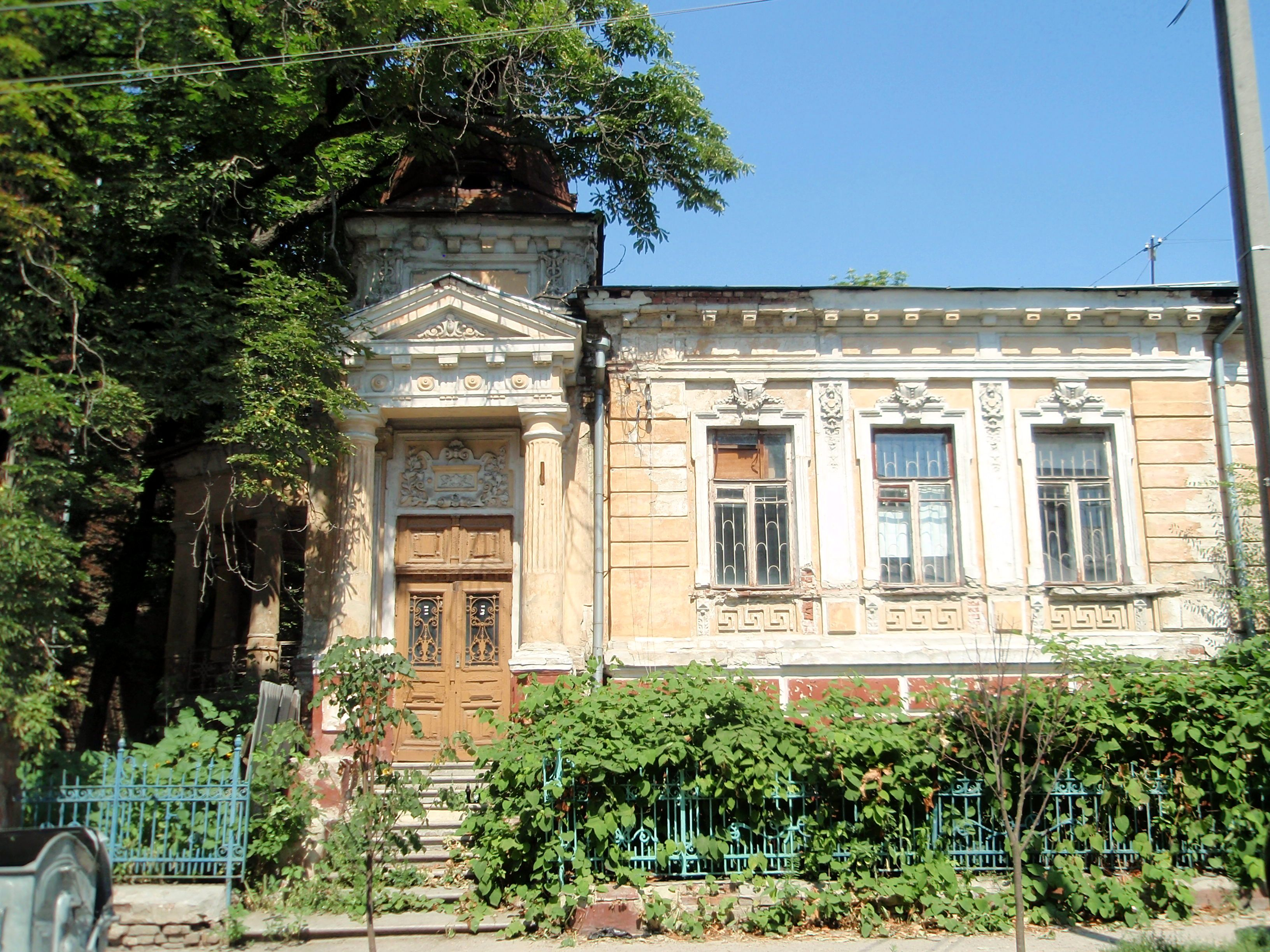
Будинок Сурукчі у 2016
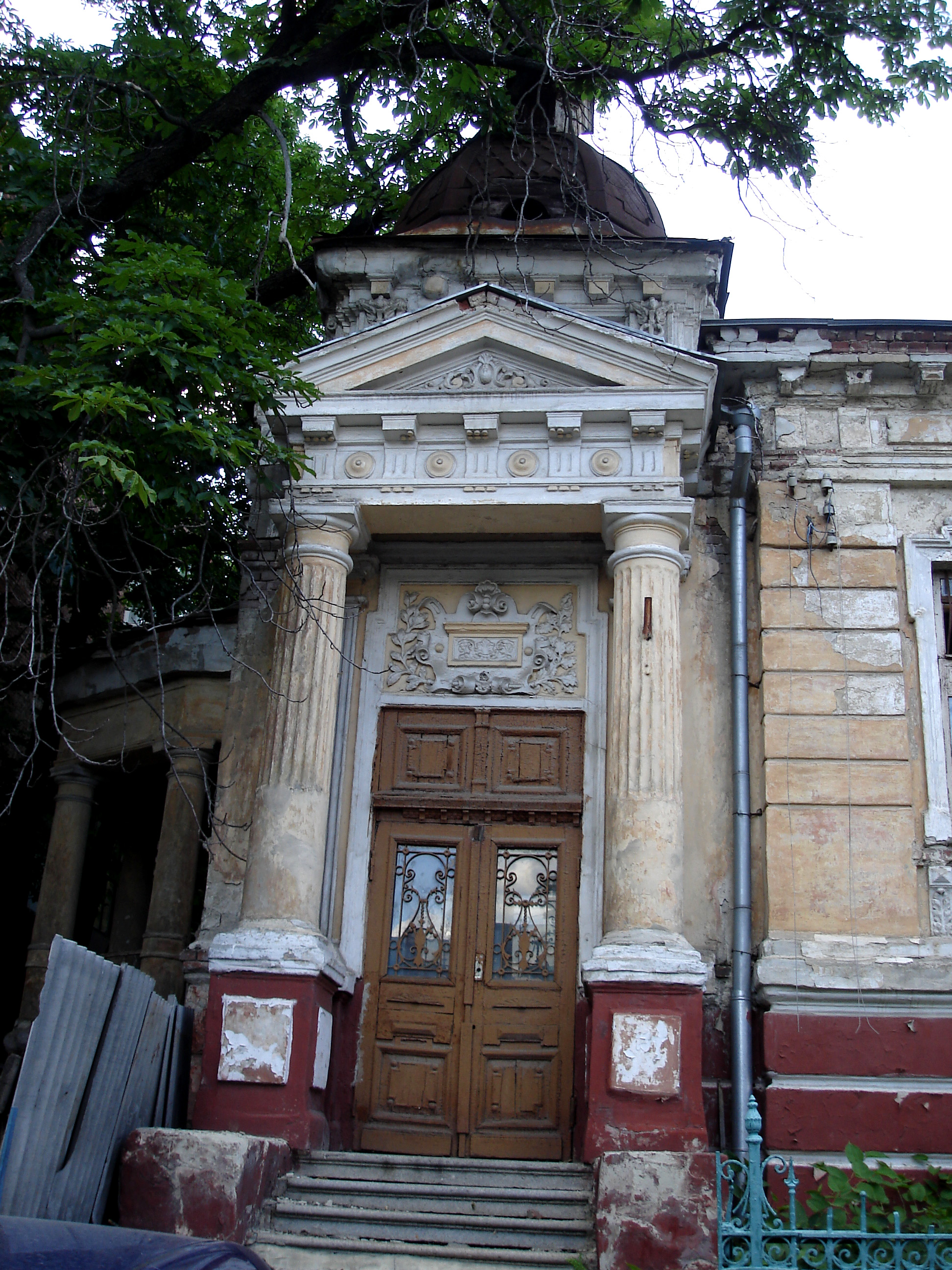
Вхід до будинку (2013)
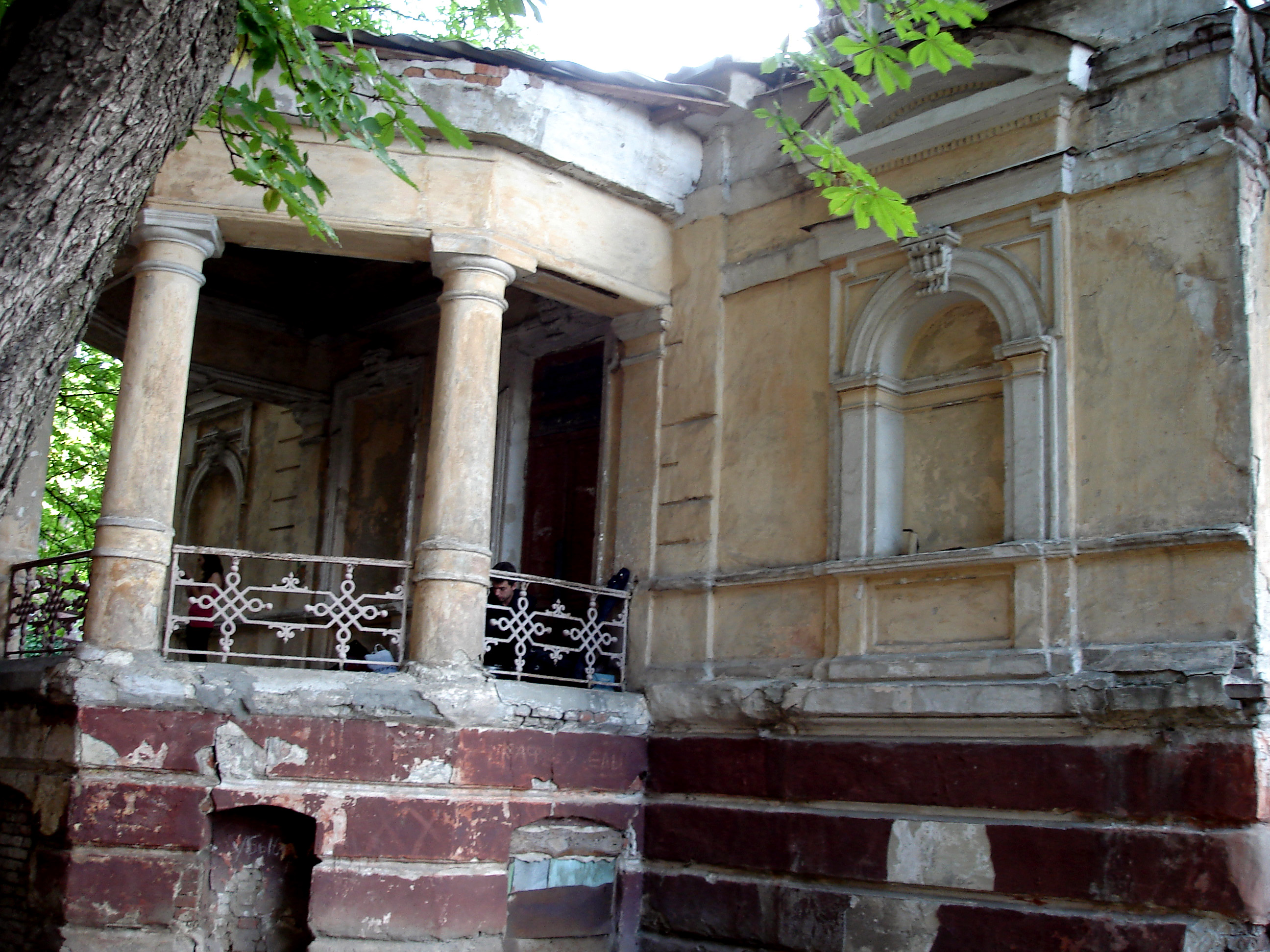
Ротонда будинку Сурукчі (2013)
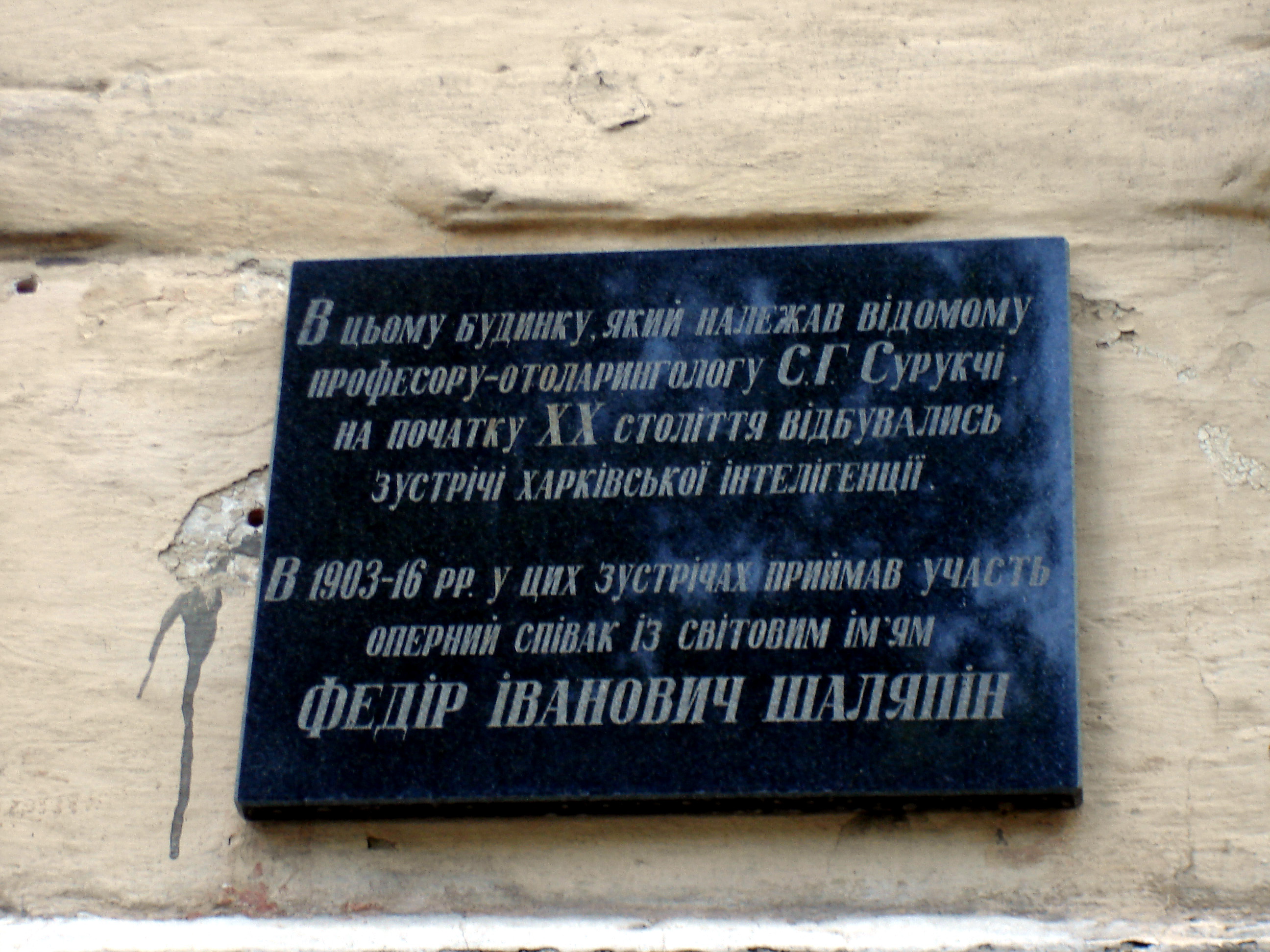
Меморіальна дошка після пошкодження (2013)
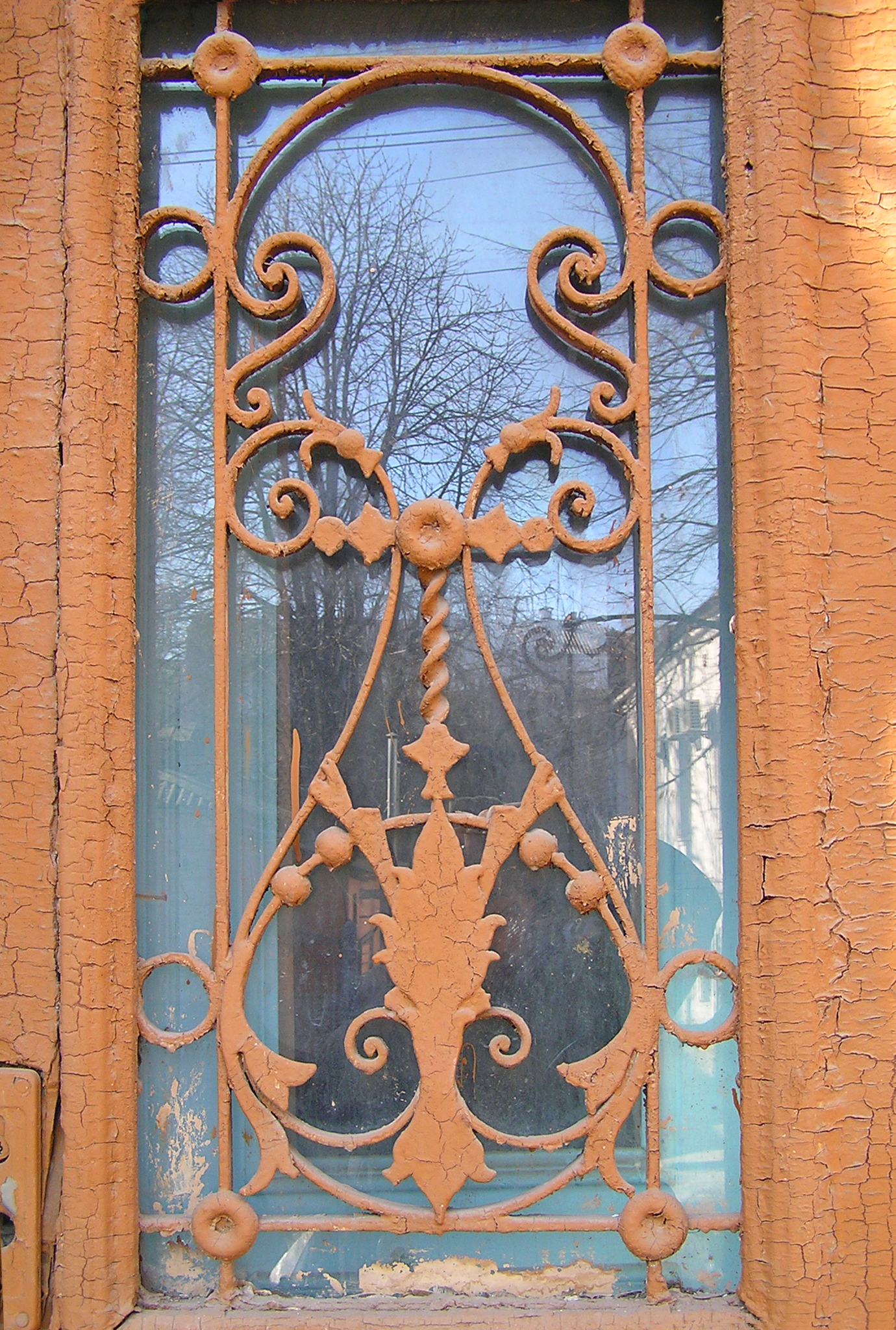
Декоративна решітка вхідних дверей (2007)
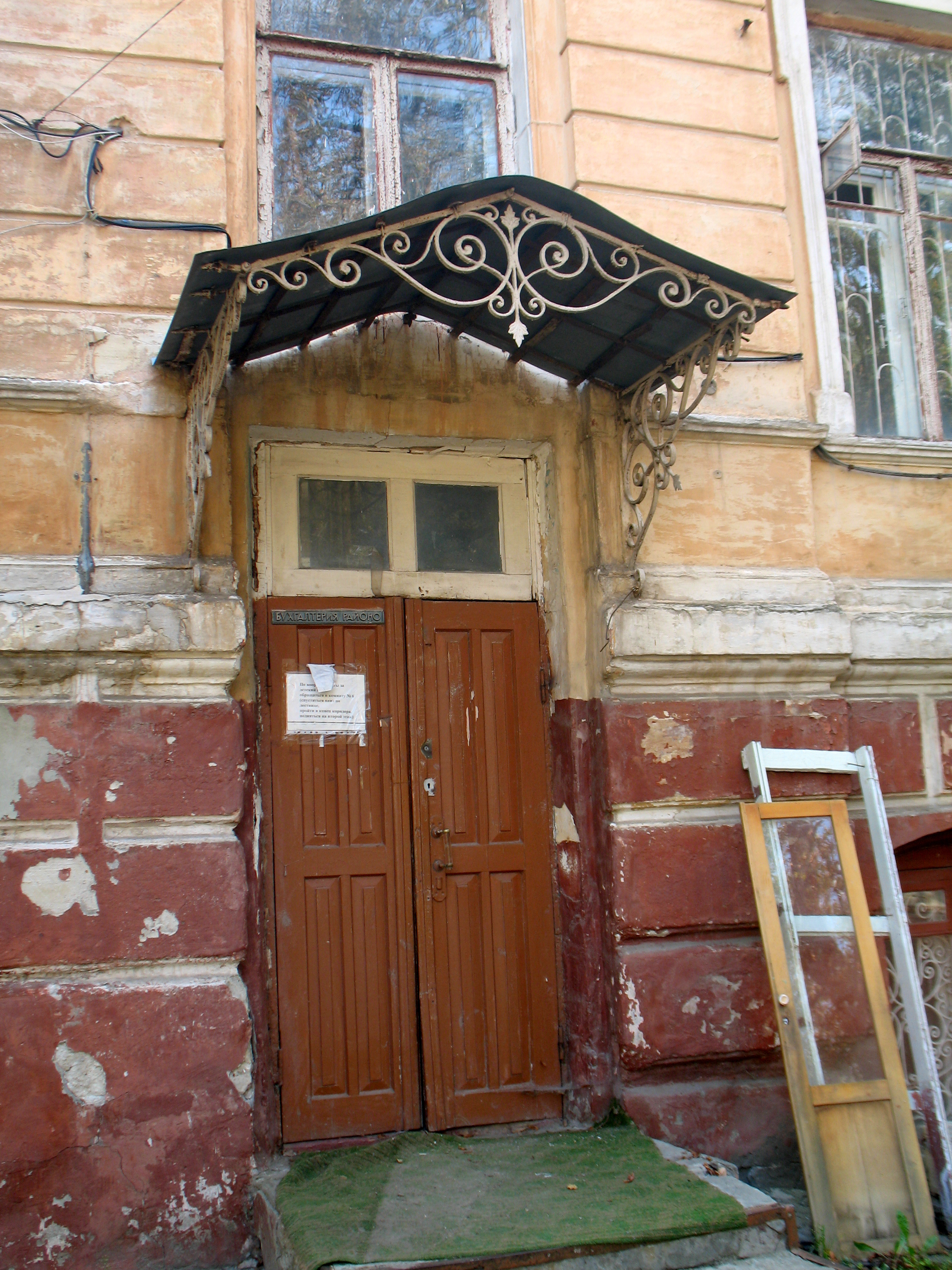
Вхід до будинку з двору (2012)
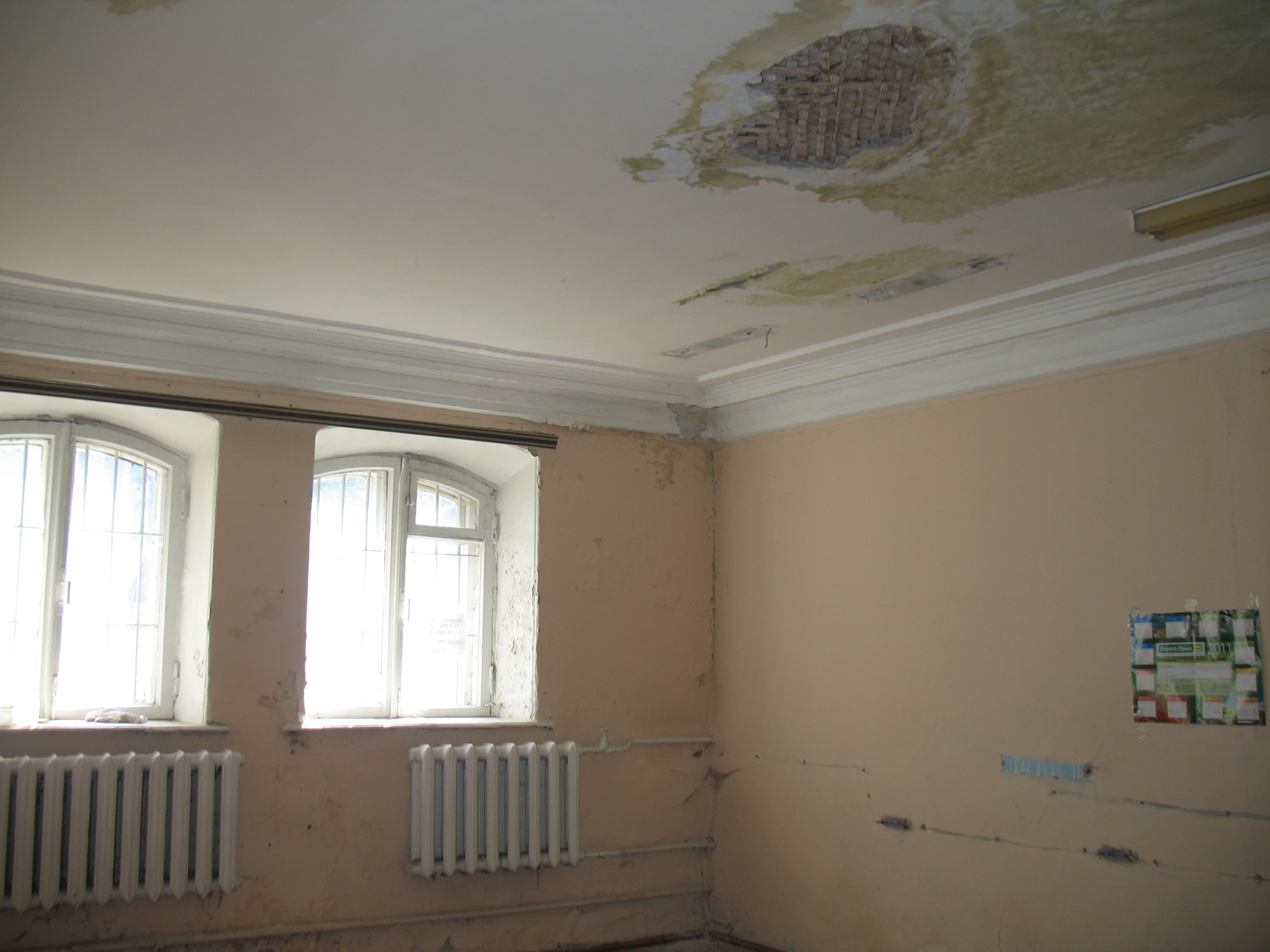
Одна з кімнат (2012)
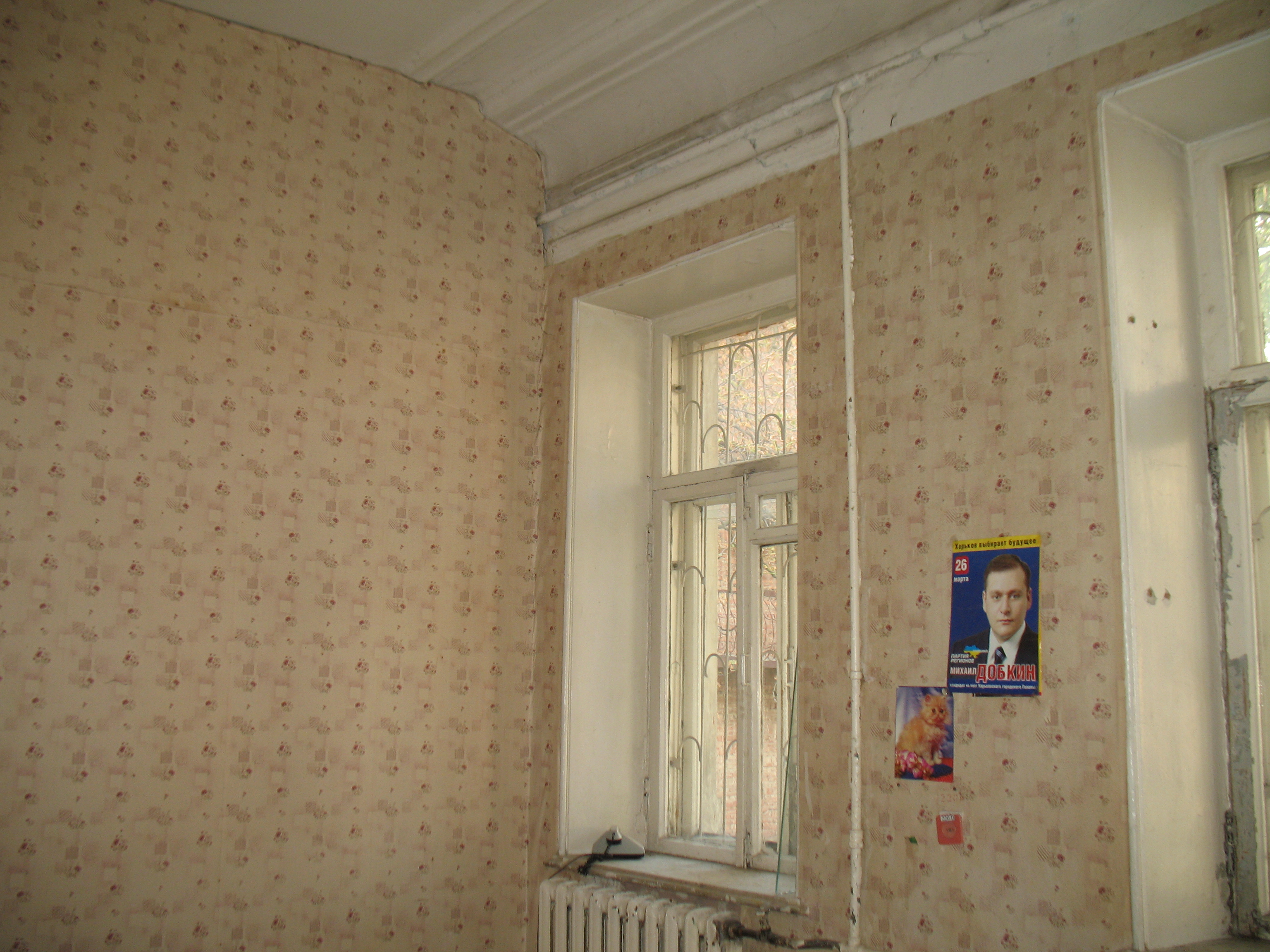
Одна з кімнат (2012)